# Fort Assiniboine (Alberta)
Fort Assiniboine est un hameau situé dans la province d'Alberta, dans le centre.